# ميخائيل جاي لامبرت
ميخائيل جاي لامبرت (بالإنجليزية: Michael J. Lambert)‏ هو عالم نفس وأستاذ جامعي أمريكي، ولد في 17 يوليو 1944.